# اسلام آباد تشاة نارنج (مقاطعة فارياب)
اسلام‌آباد تشاة نارنج (بالفارسية: اسلام‌آباد چاه نارنج) هي قرية تقع في البلدة المركزية في إيران. يقدر عدد سكانها بـ 872 نسمة .